# Pancho Talero en Hollywood
Pancho Talero en Hollywood es una película argentina en blanco y negro, inicialmente muda y a la que luego se le incorporó sonido, que fue dirigida por Arturo Lanteri sobre su propio guion. En el filme, estrenado el 11 de junio de 1931, además de Pepito Petray actuaban miembros de la familia Lanteri. 
La película está basada en el personaje de la historieta Don Pancho Talero y su familia que se publicaba en la revista El Hogar, una de las de mayor circulación en esa época, es una suerte de continuación de Las aventuras de Pancho Talero  (1929) del mismo director. Lanteri, que dirigió, guionó y produjo ambos filmes y también Pancho Talero en la prehistoria (1930), aprovechó para filmarlas que había obtenido el premio mayor en la lotería.
El crítico de cine Paraná Sendrós luego de señalar que el director del filme Lanteri era a la vez el dibujante de la historieta, dice que:

“modeló con su obra el sentido de la historieta nacional costumbrista, parienta directa del teatro familiar y la comedia radial. Era de temer que producciones posteriores se recostaran en esos parientes, pero las suyas miraron, ya desde el papel, bien hacia el cine cómico de la época, o lo que le resultaba cómico: el gaucho Fairbanks style, por ejemplo, sazonando su visión risueña de la vida con más picardía y payasadas de lo que podía dibujar con su modo socarrón y primitivo, que hoy diríamos naif”.

## Sinopsis
Un hombre que gana un concurso de belleza viaja a Hollywood con sus amigos y allí son contratados para trabajar en una farsa sobre la vida de los gauchos. No se conservan, al parecer, los filmes Las aventuras de Pancho Talero ni Pancho Talero en Hollywood , pero el coleccionista Ángel Lázaro localizó y conservó un fragmento de unos 10 minutos atribuibles a Pancho Talero en la prehistoria que consiste en "una extensa y delirante escena en la que unos cavernícolas juegan inexplicablemente al billar y practican otros anacronismos, en un estilo cómico similar a los cortometrajes clásicos de Hal Roach o Mack Sennett. La eficacia de ese fragmento hace lamentar especialmente la pérdida del resto del material de Lanteri, que además constituye un temprano ejemplo de adaptación de historietas al cine".

## Reparto
Participaron del filme los siguientes intérpretes:
- Pepito Petray

## Comentarios
La crónica del diario La Prensa
opinó: “una cinta con buenos y regulares recursos de hilaridad inspirada como la primera en el deseo de prestar calor humano a los clásicos tipos creados por el lápiz del dibujante …La intención satírica no puede ser más oportuna”.